# Kuvetjärnet (Edsleskogs socken, Dalsland)
Kuvetjärnet är en sjö i Åmåls kommun i Dalsland och ingår i Göta älvs huvudavrinningsområde.